# 溝子墘 (臺南市)
溝子墘，原寫為溝仔墘，是臺灣臺南市麻豆區的一個傳統地域名稱，位於該區中部偏東南。相較於今日行政區，其範圍大致包括清水里、南勢里東南端、寮廍里西部中段，以及因河川改道而劃入善化區的部分，包括六分里西北端、溪美里西北部、胡家里北半部不含西北端。

## 歷史
台灣日治初期，溝子墘地區為一街庄，稱為「溝仔墘庄」，隸屬於蔴荳堡。該庄主體部分南北狹長，東北部有一凸出部分。其主體部分西北及北與蔴荳庄為鄰，東與藔仔廍庄、六份藔庄為鄰，東南邊及南邊隔曾文溪與六份藔庄、曾文庄、胡厝藔庄為界，西南邊及西邊為磚仔井庄。東北部凸出部分的西邊為蔴荳庄，北、東、南三邊為藔仔廍庄，僅西南邊一小段與主體部分相連。
1901年（日治明治三十四年）11月，全台設置二十廳，該庄隸屬於鹽水港廳。1903年（明治三十六年）6月，該庄編入「藔仔廍區」，隸屬於鹽水港廳。1909年（明治四十二年）10月，合併二十廳為十二廳，藔仔廍區改隸屬於臺南廳。1920年（大正九年），廢十二廳改設五州二廳，該庄改制並雅化為「溝子墘」大字，隸屬於臺南州曾文郡麻豆街。
戰後麻豆街改制為麻豆鎮，隸屬於臺南縣，大字亦改制為里。1950年雲、嘉、南分治，麻豆鎮仍隸屬於臺南縣。2010年12月25日，因臺南縣市合併為直轄市臺南市，麻豆鎮改制為麻豆區。

## 聚落
本地區發展較早的聚落有溝仔墘、土荳網、總爺、溪底藔等，在日治期初期的官方地圖上已有記載。

## 交通
省道台84線又稱「東西向快速公路－北門玉井線」，經過本地區東北部凸出部分。本地區最近的交流道在西側是省道台19甲線交會口的麻豆交流道，由此西行可快速前往國道1號下營系統交流道、學甲區、北門區蚵寮地區，並止於省道台61線（西部濱海快速公路）北門交流道；在東側是市道171甲線、171乙線共線處的西庄交流道，由此東行可快速前往官田區南部/善化區東北部交界地帶、國道3號官田系統交流道、大內區、玉井區等地。
省道台19甲線是鹽水區鹽水至梓官區赤崁的幹道，經過本地區溝子墘聚落西南郊。由該道路北行可前往麻豆區麻豆市區、下營區、新營區西部、鹽水區，並止於省道台19線轉角路口；南行可前往善化區、新市區、新化區等地。
市道171號是北門區北門至官田區烏山頭的道路。
市道171甲線是麻豆區麻豆至官田區西庄的道路，也是與省道台84線（東西向快速公路－北門玉井線）並行的兩側平面道路。
市道176號是七股區新山子寮至官田區隆田的道路。
區道南48線是番仔寮至溝仔墘的道路。
區道南61線是中營至總爺的道路。